# Skorradalsvatn
Il lago Skorradalsvatn è situato nell'ovest dell'Islanda nella regione chiamata Vesturland, vicino alla città di Reykholt nella contea di Borgarfjarðarsýsla.

## Geografia
Il lago si sviluppa nel senso della lunghezza, creando un bacino di circa 15 km², è collocato vicino alle coste del fiordo Hvalfjörður, a ridosso delle montagne Skarðsheiði.
Le sue coste sono ricche di vegetazione sempreverde, im particolare di betulle nane, e le sue acque sono ricche di trote fario, rendendola così meta per molti appassionati di pesca.

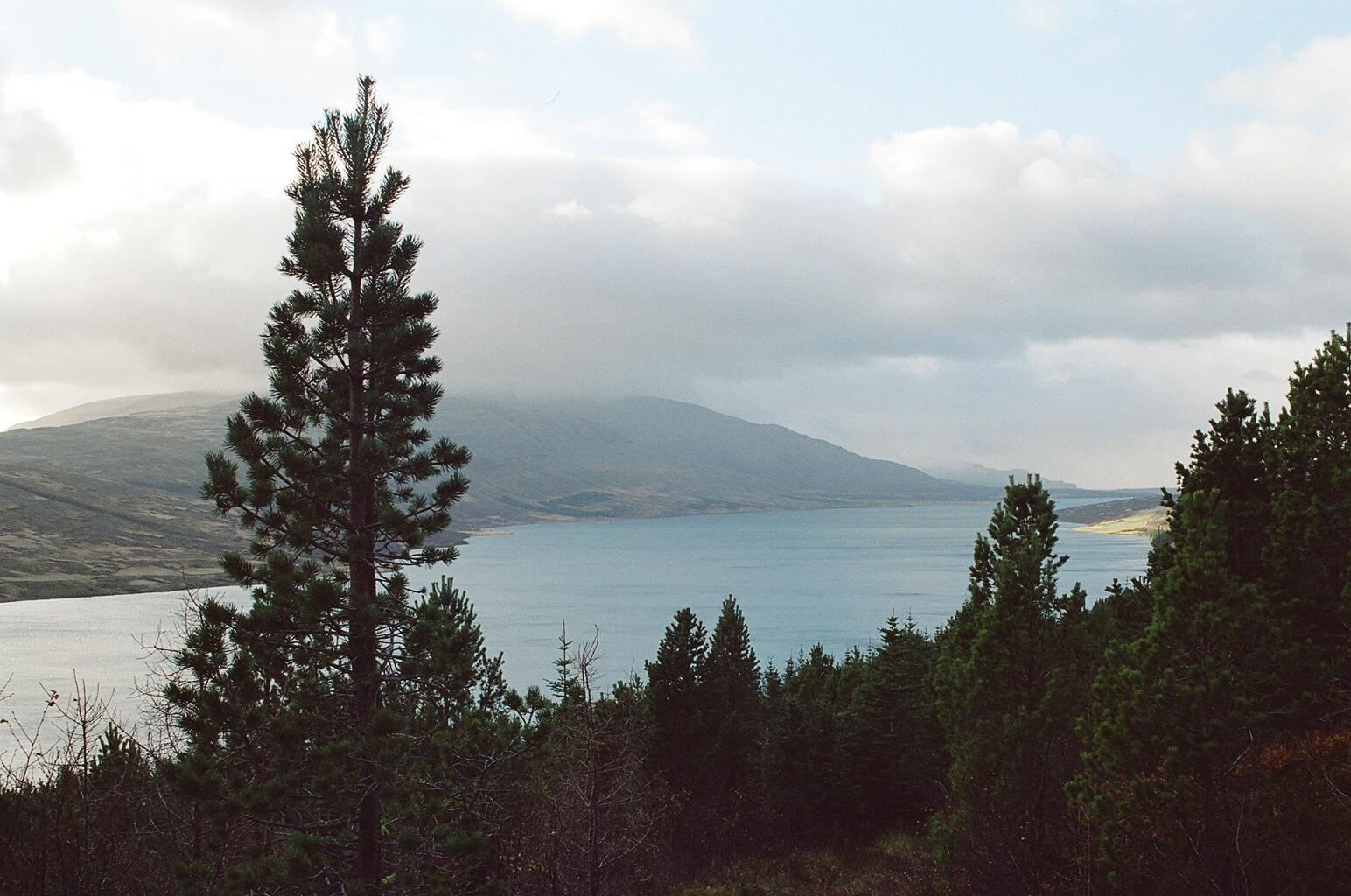
Lato Ovest

## Storia
La costruzione della diga ha comportato un'enorme moria di pesci.

## Curiosità
Una saga islandese racconta che un serpente catturò una giovane contadina che viveva poco distante, si nascose con lei nelle acque del lago e si trasformò in uno spaventoso mostro marino. Pare che ancora oggi si possa scorgere lungo il corso del lago una striscia nera, che rappresenterebbe la colonna vertebrale del serpente, e l'avvistamento dell'animale sarebbe rivelatore di sventure o carestie. La leggenda inoltre racconta che il giorno in cui il mostro marino si farà vedere nella sua interezza vorrà dire che si avvicinerà la fine del mondo.